# جبل كبشة
جبل كبشة يقع في منطقة الرياض، في الجزء الأوسط من البلاد، على بعد 400 كم غرب الرياض عاصمة البلاد. يقع على ارتفاع 1،263 مترًا فوق مستوى سطح البحر.

## المناخ
المناخ صحراوي حار. متوسط الحرارة 27 درجة مئوي. أحر شهر أغسطس عند 36 درجة مئوية، وأبرد شهر يناير عند 14 درجة مئوية. يبلغ متوسط هطول الأمطار 138 ملم في السنة. أكثر الشهور أمطارًا هو أبريل، مع 53 ملمًا من الأمطار، بينما يكون يوليو الأكثر رطوبة بمعدل 1 ملم.